# Михайлево (Березинський район)
Михайлево (біл. вёска Міхалева) — село в складі Березинського району Мінської області, Білорусь. Село підпорядковане Богушевицькій сільській раді, розташоване в східній частині області.